# Баранне
Бара́нне — село в Україні, у Крупецькій сільській громаді Дубенського району Рівненської області. Населення становить 384 осіб.

## Географія
Селом тече річка Баранська.

## Історія
У 1906 році село Крупецької волості Дубенського повіту Волинської губернії. Відстань від повітового міста 50 верст, від волості 3 версти. Налічувалось 36 дворів, 190 мешканців.
7 (20) листопада 1917 року, відповідно до Третього Універсалу Української Центральної Ради, увійшло до складу Української Народної Республіки.
12 червня 2020 року, відповідно до розпорядження Кабінету Міністрів України № 722-р від «Про визначення адміністративних центрів та затвердження територій територіальних громад Рівненської області», увійшло до складу Крупецької сільської громади Радивилівського району.
19 липня 2020 року, в результаті адміністративно-територіальної реформи та ліквідації Радивилівського району, село увійшло до складу Дубенського району.

## Населення

### Мова
Розподіл населення за рідною мовою за даними перепису 2001 року:
| Мова       | Кількість | Відсоток |
| ---------- | --------- | -------- |
| українська | 382       | 99.48%   |
| російська  | 2         | 0.52%    |
| Усього     | 384       | 100%     |